# Heliaeschna fuliginosa
Heliaeschna fuliginosa é uma espécie de libelinha da família Aeshnidae.
Pode ser encontrada nos seguintes países: Angola, Camarões, República Centro-Africana, República Democrática do Congo, Costa do Marfim, Guiné Equatorial, Gabão, Gâmbia, Gana, Guiné, Libéria, Nigéria, Serra Leoa e Uganda.
Os seus habitats naturais são: florestas subtropicais ou tropicais húmidas de baixa altitude.
Está ameaçada por perda de habitat.